# Matazō Kayama
Matazō Kayama (加山 又造?, Kayama Matazō; Kyoto, 24 settembre 1927 – Kyoto, 6 aprile 2004) è stato un pittore giapponese facente parte delle correnti pittoriche nihonga e cubista.

## Biografia
Matazō Kayama era un pittore che impiegava una tecnica di pittura mista. Nel 1949 si è laureato in pittura all'Università di Tokyo delle Arti. Intorno al 1960 ha viaggiato, tenuto mostre e tenuto conferenze all'estero. A partire dal 1950, ha partecipato alle esposizioni dell'Associazione dei giovani artisti (Shinseisaku Gakai), in cui è stato premiato quattro volte. Dal 1958, ha partecipato a esposizioni internazionali di artisti giapponesi moderni. Nel 1967, ha anche partecipato alla mostra Capolavori di pittura giapponese moderna presso il Museo statale Ermitage di San Pietroburgo e al Museo Pushkin di Mosca. Nel 1957 gli fu conferito il Premio Young Painters all'Asahi News. Nel 1973 gli è stato assegnato il premio per l'arte giapponese e, nel 1980, ha ricevuto il premio del Ministero della Cultura. È diventato professore all'Università di Tokyo delle Arti nel 1988. Uno dei suoi ultimi lavori è nel 1990 quando prende parte al progetto Bmw Art Car per la non vettura.

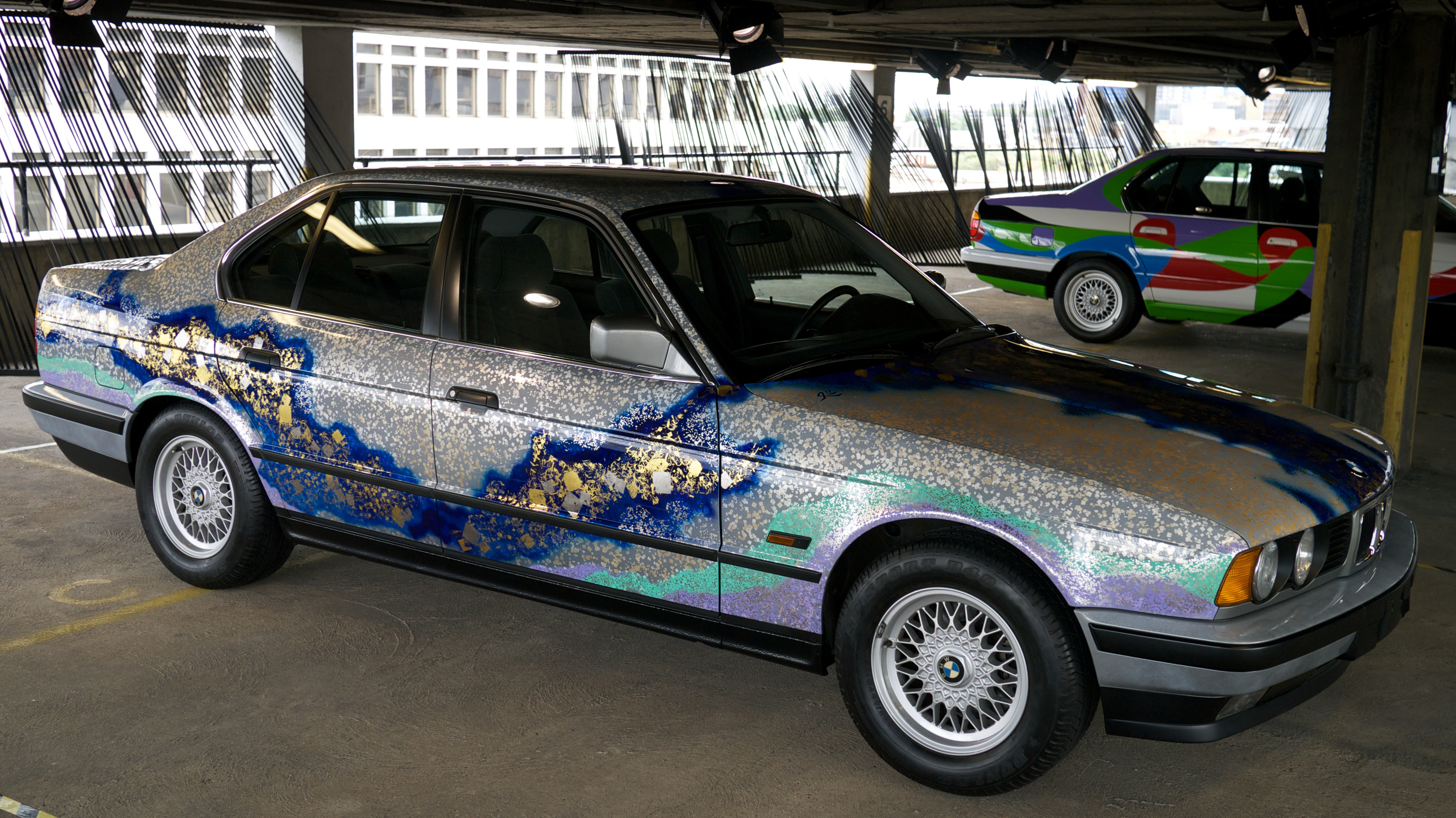

## Tecnica e stile pittorico
Le sue opere danno l'impressione di un incrocio tra un dipinto e una fotografia. Nel 1950, iniziò a incorporare elementi discreti del cubismo, nonché elementi del futurismo italiano nella sua serie di dipinti incentrati su uccelli e altri animali. Nel 1964, ha concepito un murale in ceramica per il Tempio Taiseki-ji di Fujinomiya. Ha anche creato una pagoda in pietra per il tempio Jindai-ji nel 1974, in omaggio al suo defunto amico Yokoyama Misao (1920). Verso la fine degli anni '70, diverse organizzazioni statali gli commissionarono la realizzazione di decorazioni murali, tra cui l'ambasciata giapponese negli Stati Uniti.